# August Wilhelm Ernst Haase
August Wilhelm Ernst Haase (* 18. Oktober 1811 in Braunschweig; † 4. Juli 1881 in Frankfurt am Main) war ein deutscher Kaufmann und Politiker der Freien Stadt Frankfurt.

## Leben
Haase lebte als Kaufmann in Frankfurt am Main und war Teilhaber der Firma Johann Heinrich Hofmann jun., einem Handel in Spezereiwaren und Farben und einem Kaffeegroßhandel. Seit der Gründung 1881 war er Aufsichtsratsvorsitzender der Deutsche Handelsgesellschaft in Frankfurt. Von 1862 bis 1867 und erneut von 1869 bis 1874 war er Mitglied der Frankfurter Handelskammer.
1847, 1849, von 1859 bis 1860 und erneut von 1865 bis 1866 gehörte er dem Gesetzgebenden Körper der Freien Stadt Frankfurt an. Nach der Revolution von 1848/1849 in der Freien Stadt Frankfurt wurde er in die Constituierende Versammlung der Freien Stadt Frankfurt gewählt. Er war von 1865 bis 1866 auch Mitglied der Ständigen Bürgerrepräsentation der Freien Stadt Frankfurt.